# Михаљевац
Михаљевац је насељено мјесто у Лици, у општини Плитвичка Језера, Личко-сењска жупанија, Република Хрватска.

## Географија
Михаљевац је удаљен око 3 км сјевероисточно од Коренице.

## Историја
Михаљевац се од распада Југославије до августа 1995. године налазио у Републици Српској Крајини. До територијалне реорганизације у Хрватској насеље се налазило у саставу бивше велике општине Кореница.

## Становништво
Према попису из 1991. године, насеље Михаљевац је имало 98 становника, међу којима је било 93 Срба, 2 Југословена и 3 осталих. Према попису становништва из 2001. године, Михаљевац је имао 66 становника. Према попису становништва из 2011. године, насеље Михаљевац је имало 44 становника.
| Националност       | 1991. | 1981. | 1971. | 1961. |
| Срби               | 93    | 139   | 194   | 245   |
| Југословени        | 2     | 5     |       |       |
| остали и непознато | 3     | 3     |       |       |
| Укупно             | 98    | 147   | 194   | 245   |

| Демографија | Демографија | Демографија |
| Година      | Становника  | Становника  |
| ----------- | ----------- | ----------- |
| 1961.       | 245         |             |
| 1971.       | 194         |             |
| 1981.       | 147         |             |
| 1991.       | 98          |             |
| 2001.       | 66          |             |
| 2011.       |             | 44          |